# Битва при Валькуре
Битва при Валькуре 25 или 27 августа 1689 — сражение между французской армией маршала д’Юмьера и англо-голландскими войсками князя фон Вальдека и Джона Черчилля в ходе войны Аугсбургской лиги.

## Кампания 1689 года
В кампанию 1689 года, в целом закончившуюся для французов неудачно, маршал д’Юмьер командовал Фландрской армией, одной из шести армий, отмобилизованных в том году. Вильгельм III Оранский, 21 апреля 1689 провозглашенный королем Англии, 17 мая объявил войну Людовику XIV, в результате чего Аугсбургская лига превратилась в Великую лигу и английские войска высадились на континенте.
Основным театром военных действий была Рейнская область, но Юмьер хотел нанести противнику поражение в районе Самбры. Поскольку силы штатгальтера Испанских Нидерландов маркиза де Кастаньяги и голландского генерал-капитана князя фон Вальдека уступали французским, маршал добился от короля позволения дать им бой.
Оставив испанцев вести перестрелки с гарнизонами Лилля и Турне, Юмьер направился против голландцев, которые выступили из Намюра, перешли Самбру у Шарлеруа и угрожали Филиппвилю. Они расположились лагерем на высоте Три-ле-Шато, на берегу Эра, после чего Вальдек приказал пехоте и артиллерии занять городок Валькур, имевший хорошие стены, и его мост.
По словам Севена де Кенси, разрешение со стороны двора на активные действия было получено маршалом 24-го и на следующий день в 5 часов утра армия выступила в направлении Валькура.
Юмьер переправился через Самбру у Тюэна и встал лагерем у Боссю на левом берегу Эра, в двух лье от неприятельского лагеря. Авангард французов (конные полки Безона, Вильпьона и Мерсо), которым командовали Тийяде и Монревель, между Самброй и Руане наткнулся на голландских фуражиров, которых сопровождали пять сотен кавалерии. Дежурный генерал герцог де Шуазёль приказал напасть на неприятеля. Четыре эскадрона атаковали голландцев, убили 40 или 50 человек, примерно столько же взяли в плен, «несмотря на преимущества места и численности» а остальных обратили в бегство. Было решено развить успех и преследовать противника, для чего войскам пришлось пройти узким дефиле между ручьем и угольными копями, где пять домов использовались в качестве ретраншемента, занятого семью-восемью сотнями пехоты.
Драгунский полк Помпонна, спешившись, атаковал укрепление при поддержке полка Вильпьона и принудил противника к беспорядочному отступлению, потеряв в этом деле всего семь-восемь человек. Голландцы потеряли убитыми много больше, и 50 человек было взято в плен. Французы гнали бегущих до Валькурского моста, где были остановлены огнем, который противник вел из города. Заняв позицию на берегу, авангард дожидался подхода основных сил.
По словам генерала Арди де Перини, местные дворяне сообщили маршалу, что в крепостных стенах имеется несколько легкопреодолимых брешей, но не уточнили, что они открыты со стороны, противоположной мосту, и что угрожаемые места обеспечены коммуникациями с лагерем противника. Не проведя рекогносцирования, вечером 26-го Юмьер приказал отборным частям своей пехоты рано утром переправиться по мосту и занять Валькур, таким образом датируя бой 27 августа. Из описания Севена де Кенси следует, что все события произошли в один день 25 августа.

## Сражение
Дом короля построился в боевой порядок с четырьмя или пятью кавалерийскими полками, по мере их прибытия. Позади, по краям равнины, ограниченной древесными изгородями, шедшими до располагавшегося в полулье вражеского лагеря, были поставлены три драгунских полка. Батальон швейцарцев шел вдоль изгороди слева, по служебной дороге, окружавшей три четверти городка. Согласно Севену де Кенси, сам Валькур был окружен башнями, чрезвычайно затруднявшими нападение: с одной стороны они стояли на обрывистом склоне, с другой были оборудованы орудийными площадками (terre-plain).
Слабое сопротивление, оказанное противником французскому авангарду, убедило маршала в возможности взятия города, который он рассматривал как препятствие для атаки лагеря голландцев. Юмьер приказал выдвинуть вперед полки Французской и Швейцарской гвардии, а также Немецкий полк Гредера. Дежурный бригадир граф де Суассон начал первую атаку во главе полков Суассона и Гиша, при поддержке артиллерии генерал-лейтенанта дю Меца, установившего между домами на левом берегу Эра две пушки, обстреливавшие валькурскую церковь. Ещё две, поставленные на небольшом возвышении, сначала рассеяли огнем несколько вражеских эскадронов, а затем были перенацелены влево на высоты Три-ле-Шато, где собрались основные силы Вальдека. Голландские орудия, поставленные у входа в город и на сторожевом холме (мамелоне), дали три залпа, не причинивших вреда атакующим. Валькурская церковь была полна солдат, но её здание закрывали соседние дома и обстрел был неэффективным, так как артиллеристам была видна только верхушка сооружения и их ядра не достигали цели.
Юмьер распорядился поддержать атаку первого подразделения двумя батальонами Французской гвардии капитанов Давежана и Карамана и бригадой шевалье Кольбера (полки Шампанский и Немецкий Гредера). Перейдя мост под сильным мушкетным огнем, эти части с потерями добрались до Валькура, но вместо обещанных брешей обнаружили стену, фланкированную башнями, через бойницы которых голландцы вели убийственный прицельный огонь. Имевшиеся у французов полевые орудия не могли пробить крепостную стену и в результате атака захлебнулась. Полковник Кольбер был ранен в голову и умер через несколько дней, подполковник Вревен и майор Гаске были убиты, также как семь капитанов, восемь лейтенантов и многие сержанты.
Два других батальона Французской и Швейцарской гвардии перешли реку вброд у кузницы Принца, вместе с частями Шампанской бригады обложили Валькур со всех сторон, но так и не смогли перерезать сообщение города с лагерем противника и овладеть брешью, через которую Вальдек по мере надобности направлял подкрепления. На высотах Три-ле-Шато, справа, между двумя рощами он расположил десять или двенадцать орудий, которые вели непрерывный огонь по французской пехоте, готовившейся к переправе по мосту, и наносили ей значительные потери.
По выражению генерала Перини, «Юмьер остервенел» и приказал Гиеньскому и Туреньскому полкам атаковать небольшой замок, находившийся слева от города в глубине долины, и который Севен де Кенси обозначает как сильнейший пункт вражеской обороны. Войска под сильным огнем форсировали два глубоких ручья, где вода местами была им по грудь, а затем атаковали ворота замка, перед которым «бились как львы».
Вальдек приказал окружить французский отряд. Генерал-лейтенант Авила с тремя голландскими полками, гвардией Вильгельма и английской бригадой генерал-лейтенанта Черчилля с одной стороны, генерал-майор Слангенбург с остальной голландской пехотой с другой при поддержке шести 18-фунтовых орудий обошли противника, в течение трех часов безуспешно обстреливавшего стены Валькура из восьми полевых орудий.
Маршал, чья храбрость обошлась достаточно дорого, был вынужден трубить отступление. Замок взять не удалось, поскольку французы не могли подвезти туда артиллерию. Части вернулись в лагерь к Боссю, потеряв не менее 400 солдат убитыми и 600 ранеными, и требовали реванша. Союзники потеряли около трехсот человек, в том числе английского подполковника Грина, драгунского майора Целле и ещё нескольких заметных офицеров. Конница Юмьера (дом короля, 13 полков легкой кавалерии и 5 драгунских) вброд перешла через Эр, чтобы прикрыть отступление пехоты и оттеснить вражескую кавалерию. Тем же вечером союзники оставили Валькур.

## Завершение кампании
Вальдек не стал ввязываться в крупное сражение, удовольствовавшись неожиданным успехом, который европейская молва раздула до размеров крупной победы, «вызвав глубокую печаль у Людовика XIV».
В ночь с 28-го на 29-е союзники снялись с лагеря и отступили за Самбру под защиту орудий Шарлеруа. Юмьер, желавший возобновить сражение, выступил 30 августа и после серии манёвров 5 сентября встал лагерем у Жерпинна, на берегу Самбры, напротив союзников. Ни одна сторона так и не решилась форсировать реку, и после нескольких артиллерийских перестрелок Вальдек увел свою армию к Брюсселю, а Юмьер получил приказ короля очистить районы Лилля и Турне от испанцев, которые грабили сельскую местность, пользуясь уходом частей Фландрской армии.
Маркиз де Кастаньяга, к которому присоединились части принца де Водемона, вошел на французскую территорию и намеревался сжечь Куртре, но Юмьер принудил испанцев к отступлению, после чего противники встали на зимние квартиры.

## Комментарии
1. ↑  Этим числом сражение датируют французские справочники, в том числе «Военно-историческая хронология» Пинара и «История старой французской пехоты» Сюзана
2. ↑  Это был год «первого затмения» короля-солнца (Hardÿ de Périni, p. 252)
3. ↑  Французская гвардия потеряла 8 офицеров убитыми и 21 ранеными, Швейцарская троих ранеными (Hardÿ de Périni, p. 257)
4. ↑  Погибли генерал-лейтенант маркиз де Сен-Желе и комиссар артиллерии дю Мец-Тьерселен; из состава дома короля был убит маркиз де Шазерон, экзант королевской гвардии, также как один лейтенант и корнет, и четверо офицеров ранены (Sevin de Quincy, p. 164, Hardÿ de Périni, p. 258)
5. ↑  Потери офицерского корпуса, согласно Севену де Кенси: во Французской гвардии 4 капитана, 2 лейтенанта, много младших лейтенантов и прапорщиков; в Шампанской бригаде 2 капитана, 6 лейтенантов и 2 адъютант-майора, а 7 лейтенантов и 3 прапорщика были ранены; немцы Гредера понесли значительные потери, два батальона Швейцарской гвардии потеряли трех офицеров ранеными и 60 солдат убитыми и ранеными (Sevin de Quincy, p. 164)